# Psicrómetro

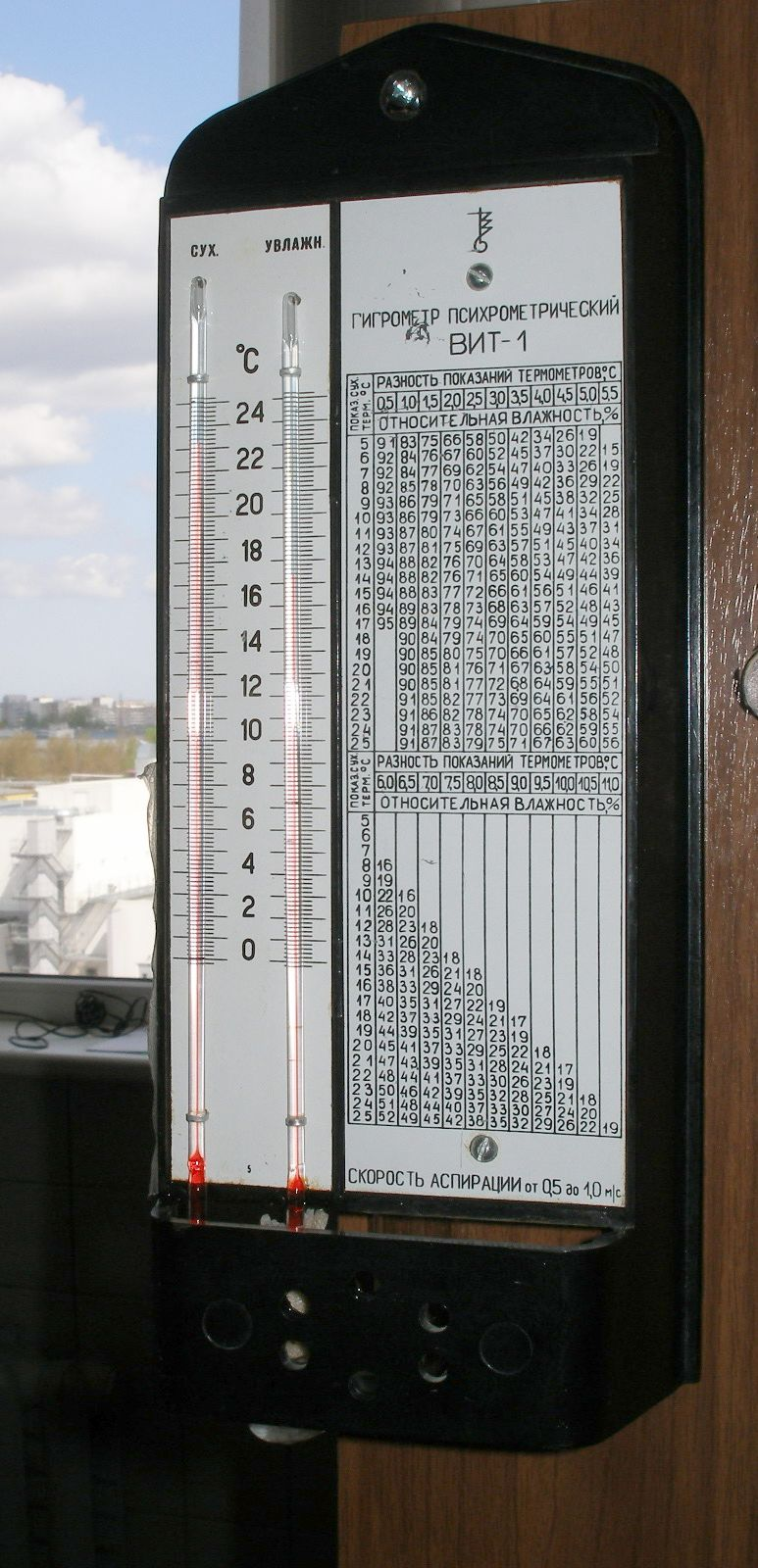
Psicrómetro de pared, dotado de la correspondiente tabla de doble entrada para deducir la humedad relativa del aire.

Un psicrómetro o sicrómetro (del griego ψυχρός "frío" y μέτρον "medida") es un aparato utilizado en meteorología para medir la humedad relativa o contenido de vapor de agua en el aire.
Siendo un tipo particular de «higrómetro», es distinto de los higrómetros domésticos (electrónicos o mecánicos), cuyo fin es proporcionar una lectura directa (pero solo aproximada) de la humedad relativa del aire. El psicrómetro, mucho más preciso, requiere el cálculo de la humedad relativa a partir de la lectura de dos temperaturas (la de un termómetro expuesto al aire ambiente, y la de un segundo termómetro cuyo bulbo se mantiene permanentemente húmedo), para lo que se deben utilizar tablas de doble entrada, gráficos psicrométricos, o más recientemente, programas de ordenador que realizan los cálculos. Cuando es necesario disponer de una máxima precisión de los valores de la humedad relativa del aire, también se debe tener en cuenta en los cálculos la presión atmosférica del aire.
Con la generalización de los sistemas de medición electrónicos digitales, cada vez se tiende más a la utilización de equipos psicrómetricos automatizados, capaces de facilitar datos precisos de forma instantánea y continua.

## Funcionamiento
Los psicrómetros constan de un termómetro de bulbo húmedo y un termómetro de bulbo seco. La humedad relativa del aire se calcula a partir de la diferencia de temperatura entre ambos aparatos. El húmedo es sensible a la evaporación de agua, y debido al enfriamiento que produce la evaporación, medirá una temperatura inferior. Si hay poca diferencia entre una y otra temperatura, hay poca evaporación, lo cual indica que la humedad relativa es alta. Si hay mucha diferencia, hay mucha evaporación, lo cual indica que la humedad relativa es baja. Una tabla puede proporcionar el dato exacto de humedad relativa, expresada como un porcentaje con respecto a la saturación. 
Conociendo la temperatura y la humedad relativa, también es posible calcular el punto de rocío o temperatura a la que se producirá la condensación del vapor de agua.
Es importante, para el correcto funcionamiento del psicrómetro, que este se instale aislado de vientos fuertes y de la luz solar directa.
En el caso de los psicrómetros digitales, el propio aparato realiza de forma automática los cálculos necesarios, presentando los resultados en una pantalla numérica.

## Tipos

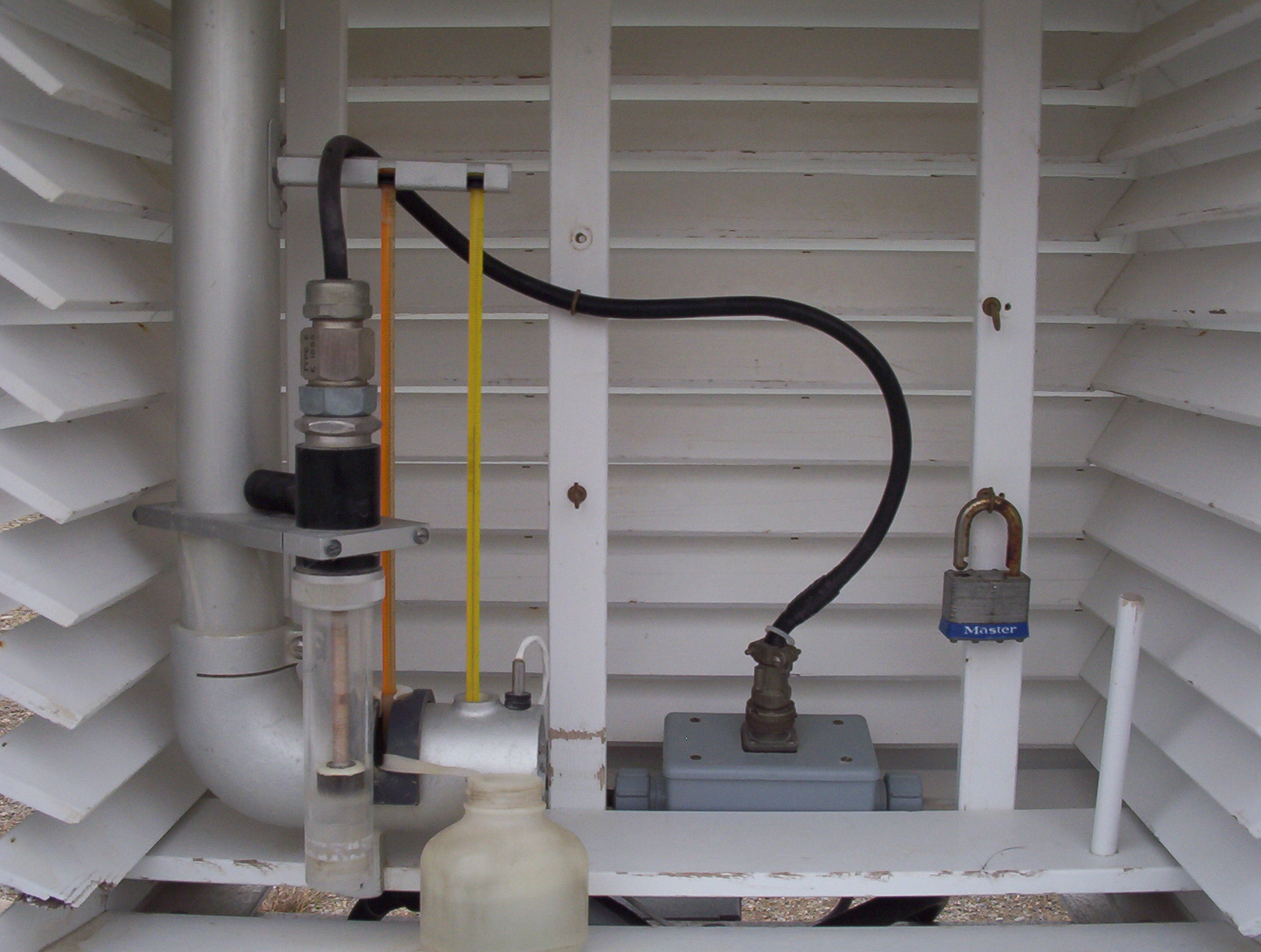
Interior de un abrigo meteorológico mostrando un psicrómetro con circulación forzada de aire y toma digital de datos mediante termistores

Todos los distintos tipos de psicrómetros están basados en el mismo principio físico: permiten deducir, como ya se ha señalado, la humedad relativa del aire a partir de la diferencia de temperatura entre un termómetro seco y otro húmedo. Las principales diferencias entre ellos están relacionadas con la precisión de los termómetros utilizados, y con las condiciones del flujo de aire que circula a su alrededor.
- Psicrómetro de pared

Suelen ser dispositivos sencillos, pensados para su uso doméstico. Utilizan termómetros de precisión moderada, y no disponen de un control efectivo sobre el flujo del aire a su alrededor.
- Psicrómetro giratorio

Está diseñado como un instrumento portátil, ideado para efectuar mediciones de campo. Los termómetros utilizados son de mayor precisión que en los modelos de pared. El giro del aparato produce un flujo forzado del aire alrededor de los termómetros, reduciendo el tiempo necesario para la obtención de la lectura combinada de las dos temperaturas.
- Psicrómetro de Assmann

Este aparato dispone de un ventilador accionado por un pequeño motor eléctrico o de cuerda, que genera un flujo constante y uniforme de aire alrededor de los dos termómetros, mejorando notablemente la uniformidad de las condiciones de las lecturas efectuadas. También está pensado para efectuar mediciones de campo.
- Psicrómetro meteorológico

Se trata de aparatos utilizados en las estaciones meteorológicas de los distintos organismos oficiales encargados de la toma de registros meteorológicos. Ubicados en cabinas de control normalizadas, utilizan termómetros de precisión de gran longitud (lo que permite apreciar con exactitud décimas de grado centígrado). En las estaciones meteorológicas automáticas de toma de datos se sustituyen los tradicionales equipos analógicos de lectura manual por dispositivos digitales.
- Psicrómetros digitales

También son dispositivos basados en la comparación de las temperaturas de un bulbo seco y otro húmedo. La principal diferencia consiste en que los termómetros analógicos de mercurio o alcohol se sustituyen por termómetros digitales, con la ventaja de que el propio aparato puede incluir la circulación forzada del aire y la medida de la presión atmosférica, calculando de forma automática el valor de la humedad relativa del aire.
Frente a las tradicionales estaciones meteorológicas de lectura analógica, cada vez se utilizan con mayor frecuencia estaciones digitales automatizadas, que reducen drásticamente el trabajo de lectura manual necesario para la obtención de datos, con la ventaja añadida de que pueden facilitar estos datos de forma prácticamente instantánea y de forma continua.
| Distintos tipos de Psicrómetro: | |                                                        |
| | Psicrómetro giratorio, también llamado de honda o de eslinga.                                                                 |                                                        |
| Psicrómetro incluyendo una tabla de doble entrada (temperatura «seca» a la izquierda, y diferencia de temperatura arriba), que permite conocer la humedad relativa del aire a partir de estos dos datos. | Psicrómetro de una estación meteorológica, con los dos termómetros (seco y húmedo) situados en la parte derecha de la imagen. | Psicrómetro de Assmann de circulación forzada de aire. |

## Mediciones psicrométricas

Esquema del funcionamiento de un psicrómetro.

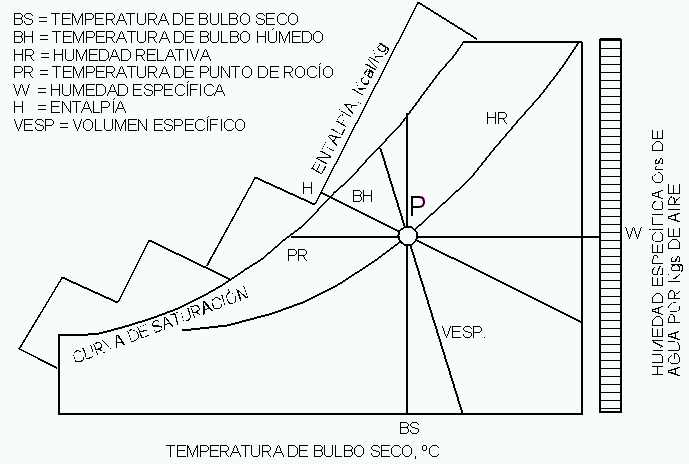
Diagrama psicrométrico conceptual.

El psicrómetro permite conocer dos temperaturas (la del aire ambiente y la del bulbo húmedo), pero en realidad no facilita una lectura directa de la humedad relativa del aire. Para ello, es necesario utilizar unos gráficos especiales, denominados cartas psicrométricas (aunque con la aparición de los ordenadores, existen programas que obtienen numéricamente los resultados que hasta hace bien poco, dada su dificultad inherente de cálculo, se estimaban mediante los citados gráficos).  

### Cartas psicrométricas. Cálculo de la humedad relativa
Las cartas psicrométricas son unos gráficos especiales de doble entrada, que a partir de la temperatura ambiente y de la temperatura de bulbo húmedo, permiten determinar la humedad relativa del aire. Un tercer factor determinante, la presión atmosférica, se debe fijar al elegir la carta psicrométrica que se utiliza (normalmente existe una carta específica para cada rango de altitud geográfica, comenzando desde el nivel del mar), aunque también es posible utilizar el gráfico correspondiente al nivel del mar, y aplicar una corrección posterior al resultado obtenido. De forma resumida, basta localizar la temperatura seca en la escala inferior, marcando la correspondiente línea vertical; y localizar la temperatura de bulbo húmedo en la escala escalonada de la izquierda, marcando la correspondiente línea inclinada. Las dos líneas marcadas se cortan en un punto «P», que a su vez se hallará entre dos curvas de humedad relativa constante (estas líneas deben imaginarse como las curvas de nivel de un mapa topográfico), lo que permitirá estimar la humedad relativa correspondiente a la combinación de temperatura ambiente y de temperatura húmeda registradas.

### Dificultad de la medición precisa de la humedad
La medición de la humedad es uno de los problemas más difíciles en la metrología básica. De acuerdo con la Guía de la OMM, "Las precisiones alcanzables para la determinación de la humedad [...] que figuran en la tabla se refieren a los instrumentos de buena calidad que son bien operados y mantenidos. En la práctica, estas condiciones no son fáciles de lograr." Dos termómetros se pueden comparar mediante la inmersión de los dos en un recipiente aislado de agua (o alcohol, para temperaturas inferiores al punto de congelación del agua), agitados vigorosamente para reducir al mínimo las variaciones de la temperatura. Un termómetro de alta calidad de columna de líquido en un tubo de vidrio debe permanecer estable durante algunos años si se maneja con cuidado. Los higrómetros deben calibrarse en el aire, que es un medio de transferencia de calor mucho menos eficaz de lo que lo es el agua, y muchos tipos están sujetos a la deriva de sus mediciones por lo que precisan una recalibración regular. Una dificultad adicional es que la mayoría de los higrómetros detectan la humedad relativa en lugar de la cantidad absoluta de agua presente, pero la humedad relativa es una función tanto de la temperatura como del contenido de humedad absoluto, por lo que las pequeñas variaciones de la temperatura del aire en una cámara de prueba, se traducirán en variaciones de humedad relativa.
En un entorno frío y húmedo, se puede producir sublimación de hielo en la cabeza del sensor independientemente de que se trate de un pelo, célula de rocío, espejo, elemento de detección de capacitancia, o un termómetro de bulbo seco de un psicrómetro de aspiración. El hielo en la sonda coincide con la lectura de la humedad de saturación con respecto al hielo a esa temperatura, es decir, el punto de congelación. Sin embargo, un higrómetro convencional es incapaz de medir adecuadamente por encima del punto de congelación, y la única manera de evitar este problema fundamental es utilizar una sonda de humedad calentada.

### Patrones de calibración

#### Calibración del psicrómetro
La calibración precisa de los termómetros utilizados es fundamental para la determinación de la humedad exacta por el método del húmedo-seco. Los termómetros deben ser protegidos del calor radiante y deben tener un nivel suficientemente alto de flujo de aire sobre el bulbo húmedo para obtener resultados más precisos. Uno de los tipos de psicrómetro de bulbo húmedo-seco  más precisos fue inventado en el siglo XIX por Adolph Richard Aßmann (1845-1918); en las referencias en idioma inglés el dispositivo por lo general se cita como "psicrómetro Assmann." En este dispositivo, cada termómetro se suspende dentro de un tubo vertical de metal pulido, que a su vez está suspendido dentro de un segundo tubo metálico de diámetro ligeramente mayor; estos tubos dobles sirven para aislar los termómetros del calor radiante. El aire es aspirado a través de los tubos con un ventilador que es accionado por un mecanismo de relojería para garantizar una velocidad constante (algunas versiones modernas utilizan un ventilador eléctrico con control electrónico de velocidad). Según Middleton, 1966, "un punto esencial es que el aire circule entre los tubos concéntricos, así como a través del interior."
Es muy difícil, especialmente a baja humedad relativa, obtener la depresión teórica máxima de la temperatura del bulbo húmedo; un estudio australiano a finales de 1990 encontró que el líquido en el tubo de vidrio de los termómetros de bulbo húmedo estaba más caliente de lo que la teoría predice incluso cuando se tomaron precauciones considerables; este hecho puede dar lugar a lecturas del valor de la humedad relativa que pueden ser entre 2 y 5 puntos porcentuales erróneamente más altas.
Una solución que a veces se utiliza para la medición precisa de la humedad cuando la temperatura del aire está por debajo de la de congelación es el uso de un calentador eléctrico controlado por termostato para elevar la temperatura del aire exterior antes de la congelación. En esta disposición:
1. Un ventilador aspira aire exterior y lo hace pasar por un termómetro para medir la temperatura ambiente en el bulbo seco.
2. A continuación pasa por un elemento de calentamiento.
3. Un segundo termómetro mide la temperatura de bulbo seco del aire calentado.
4. Finalmente un termómetro de bulbo húmedo registra la temperatura del aire.

De acuerdo con la Guía de la Organización Meteorológica Mundial, "El principio del psicrómetro climatizado es que el contenido de vapor de agua de una masa de aire no cambia si se calienta. Esta característica puede ser explotada con ventaja por el psicrómetro, evitando así el problema de la formación de hielo en el bulbo del termómetro". Dado que en los psicrómetros climatizados la humedad del aire ambiente se calcula indirectamente a partir de tres mediciones de temperatura, una calibración precisa de los termómetros en este tipo de dispositivos es incluso más importante que para una configuración con dos bulbos.

#### Calibración mediante solución saturada de sal
Varios investigadores han propuesto el uso de soluciones salinas saturadas para la calibración de higrómetros. Mezclas saturadas de ciertas sales puras y agua destilada tienen la propiedad de que mantienen una humedad aproximadamente constante en un recipiente cerrado. Un baño de sal de mesa (cloruro de sodio) saturado, con el tiempo dará una lectura de aproximadamente 75 %. Otras sales tienen otros niveles de humedad de equilibrio: cloruro de litio ~ 11 %; cloruro de magnesio ~ 33 %; carbonato de potasio ~ 43 %; sulfato de potasio ~ 97 %. La humedad de las soluciones salinas variará algo con la temperatura y puede necesitar tiempos relativamente largos para llegar al equilibrio, pero su facilidad de uso compensa estas desventajas en aplicaciones de baja precisión, como la comprobación de higrómetros mecánicos y electrónicos.